# Screen (PIERROTの曲)
「Screen」（スクリーン）は、日本のロックバンドPierrotの、インディーズレーベルから発売されたシングル。1998年4月22日、RCAアリオラジャパンより発売。

## 概要
screen1、screen2、screen3と3部構成のシングルとなっている。
「screen1 トリカゴ」のコンセプトは、「自分はもしかしたら別の世界の住人から観察されているんじゃないか」といったもの。原曲はアイジとTAKEOの共作。アレンジや構成の面でそれまで以上にメンバーの意見が多く取り入れられ、最終的にみんなで作ったということでクレジットがバンド名義となった。PIERROTの楽曲の中で弦楽器を半音ダウンチューニングにして録音・演奏されている唯一の楽曲。AメロのアイジのギターカッティングにはMXRの「フェイズ100」がかけられている。「トリカゴ」から「VIRTUAL AGE」にかけてのギターノイズはキリトによるもの。また、前年9月に発売されたミニ・アルバム『CELLULOID』収録の「脳内モルヒネ」に続いて2作目のミュージック・ビデオが制作された。
「screen2 VIRTUAL AGE」についてキリトは、イメージとして「低空飛行」、「地面スレスレをウナってる感じ」と述べ、「screen3 残酷な夜」については、「究極の残酷さと究極の優しさという対局したものが、すれすれで背中合わせになっているイメージ」と述べた。
また、インディーズ時の楽曲から選曲され再録音されたベスト・アルバム『DICTATORS CIRCUS -奇術的旋律-』に「screen1 トリカゴ」が収録されている。

## 収録曲
1. screen1 トリカゴ
（作詞：キリト　作曲：Pierrot）
2. screen2 VIRTUAL AGE
（作詞：キリト　作曲：キリト）
3. screen3 残酷な夜
（作詞：キリト　作曲：キリト）